# Sepiapterin
Sepiapterin ist ein chiraler heterocyclischer Naturstoff aus der Klasse der Pterine bzw. Pteridine.

## Entdeckung
In den Augen der Fruchtfliege Drosophila kommen gelbe und rote Pigmente vor, die zum Teil fluoreszieren.
Ein gelbes Pigment wurde in Drosophila melanogaster (Wildtyp), in erhöhter Konzentration in der Mutante Sepia entdeckt und in den 1950er Jahren von Forrest und Mitchell am California Institute of Technology (Pasadena) in Form gelber Kristalle isoliert. Viscontini und Möhlmann fanden neben Sepiapterin ein Isomer, welches Isosepiapterin genannt wurde.
Die Strukturformel des Sepiapterins konnte erst 1978/1979 durch Max Viscontini und Mitarbeiter (Zürich) sowie Wolfgang Pfleiderer (Konstanz) ermittelt werden. Es handelt sich um ein 7,8-Dihydropterin, das mit dem Biopterin verwandt ist, aber in Position 6 eine C3-Kette mit einer Carbonylgruppe trägt. Die Seitenkette hat die Struktur der Milchsäure (Lactoyl-Rest) und besitzt die (S)-Konfiguration.

## Weitere Vorkommen
Die Verbindung wurde auch in der Epidermis des Seidenspinners (Bombyx mori, Mutante lem) sowie in der Haut von Amphibien und Fischen gefunden.
Das spurenweise Vorkommen im Harn von Säugetieren und Menschen deutet darauf hin, dass Sepiapterin ein Zwischenprodukt (Intermediat) im Stoffwechsel vieler Organismen ist.

## Biochemie
Eine enzymatische Synthese von Sepiapterin aus D-erythro-Dihydroneopterin-triphosphat durch Extrakte aus den Nieren von Hühnerküken wurde beschrieben.
Das Enzym Sepiapterin-Reduktase katalysiert die Hydrierung der Carbonylgruppe an C-1‘ durch NADPH, wodurch Dihydrobiopterin  gebildet wird. Zum Schluss wird dieses zu Tetrahydrobiopterin (BH4) reduziert.
Enzymatische Bildung von Sepiapterin aus D-erythro-Dihydroneopterin-triphosphat  und Hydrierung zu Dihydrobiopterin.

## Medizinische Verwendung
Unter dem Präparatenamen Sephience wurde Sepiapterin im Juni 2025 in der EU zugelassen zur Behandlung von Hyperphenylalaninämie (HPA) bei Erwachsenen und Kindern mit Phenylketonurie (PKU). Die Anwendung erfolgt peroral (Einnahme). Sepiapterin ist ein natürlicher Vorläufer von Tetrahydrobiopterin (BH4, Sapropterin), in das es nach Resorption weitgehend umgewandelt wird und ähnliche pharmakologische Effekte entfaltet. Es wirkt als duales pharmakologisches Chaperon, indem es die Fehlfaltung der Phenylalaninhydroxylase (PAH) verbessert und als Co-Faktor der PAH deren Aktivität erhöht. Dadurch werden die krankhaft erhöhten Phenylalaninspiegel im Blut gesenkt.
Die Zulassung basiert auf den Ergebissen dreier klinischer Studien bei Patienten mit PKU, darunter die Phase-3-APHENITY-Studie.

## Externe Links zu erwähnten Verbindungen
1. ↑  Externe Identifikatoren von bzw. Datenbank-Links zu Dihydrobiopterin:  CAS-Nr.: 6779-87-9, PubChem: 252, ChemSpider: 247, Wikidata: Q5276421.